# ماودن
ماودن (به آلمانی: Mauden) یک شهر در آلمان است که در راینلاند-فالتس واقع شده‌است.

## خصوصیات
ماودن ۱۱۸ نفر جمعیت دارد.